# 259 a. C.
El año 259 a. C. fue un año del calendario romano prejuliano. En el Imperio romano se conocía como el año 495 ab urbe condita.

## Acontecimientos
- Consulados de Lucio Cornelio Escipión y Cayo Aquilio Floro en la Antigua Roma.[1]
- Durante la primera guerra púnica, el general romano Lucio Cornelio Escipión conquista la isla de Córcega y expulsa de ella a los cartagineses.